# Tótdiós
Tótdiós (szlovákul Orešany) község Szlovákiában, a Nyitrai kerület Nagytapolcsányi járásában.

## Fekvése
Nagytapolcsánytól 26 km-re délnyugatra, Pöstyéntől 12 km-re délkeletre található.

## Története
1330-ban "Gyos" alakban említik először, a Hont-Pázmány nembeli Ivánka birtoka volt. Később a helyi nemes Diósy család birtoka. 1406-ban "Dios" néven szerepel egy korabeli forrásban. A 16. század első felében a Solymosiaké lett, majd a század második felében a Fuggereké, a 17. században az Erdődyeké, 1777-től pedig a Pálffyaké volt. 1598-ban felégette a török. 1715-ben szőlőskertje és 18 háztartása volt. 1787-ben 48 házában 248 lakos élt. 1828-ban 40 háza és 280 lakosa volt, akik főként mezőgazdasággal foglalkoztak.
Vályi András szerint "Tót Diós. Vindis Nusdorf. Oreszani. Tót falu Nyitra Vármegyében, földes Ura Diósi, és más Uraságok, lakosai katolikusok, fekszik Nagy Ripinynek szomszédságában, határja termékeny, réttyei gazdagok, bora meglehetős, fája szűken, piatzozása Nyitrán, malma Galgótzon, második Osztálybéli."
Fényes Elek szerint " Tóth-Diós, (Oressan), Nyitra m. tót falu, Radosnához délre 1 órányira: 235 kath., 12 zsidó lak., jó szántóföldekkel, szőlőhegygyel és sok gyümölcscsel. F. u. többen. Ut. p. N.-Ripény."
Nyitra vármegye monográfiája szerint "Tót-Diós, Szvrbicztől keletre. Tót község 279 r. kath. vallásu lakossal. Postája Felső-Attrak, táviró és vasúti állomása Galgócz. Kath. temploma régi, de építési ideje ismeretlen. Földesura 1336-ban az Ivánka-család volt, később pedig a Dióssyak."
A trianoni békeszerződésig Nyitra vármegye Galgóci járásához tartozott. A falu mezőgazdasági jellegét később is megőrizte.

## Népessége
| Év:            | 1994. | 2004.    | 2014.    | 2024.   |
| -------------- | ----- | -------- | -------- | ------- |
| Emberek száma: | 316   | 281      | 333      | 330     |
| Eltérés:       |       | -11,07 % | +18,50 % | -0,90 % |

| Év:            | 2023. | 2024.   |
| -------------- | ----- | ------- |
| Emberek száma: | 325   | 330     |
| Eltérés:       |       | +1,53 % |

1910-ben 336, túlnyomórészt szlovák lakosa volt.
2001-ben 318 lakosából 315 szlovák volt.
2011-ben 325 lakosából 313 szlovák.

## Nevezetességei
Szent Kereszt Felmagasztalása tiszteletére szentelt római katolikus temploma a 13. század első harmadában nemzetségi templomként épült. 1905 és 1936 között átépítették és új kereszthajóval bővítették. Felsőatrak filiája.

## Külső hivatkozások
- E-obce.sk Archiválva 2008. december 16-i dátummal a Wayback Machine-ben
- Községinfó[halott link]
- Tótdiós Szlovákia térképén